# ハロー・ストレンジャー
「ハロー・ストレンジャー」（Hello Stranger）は、バーバラ・ルイスが作詞作曲し、1963年に発表した楽曲。

## 概要
バーバラ・ルイスは父親とともにデトロイトで巡業を行っていたとき、聴衆の叫び声を聞いた。「Hey stranger, hello stranger, it’s been a long time.」
ルイスはこの言葉にインスピレーションを受け、本作品を書いた。レコーディングは1963年1月、シカゴのチェス・スタジオで行われた。プロデューサーのオーリー・マクラフリンはザ・デルズをバッキング・ボーカルに配置した。編曲はエタ・ジェイムズとの仕事で知られていたライリー・ハンプトンが担当した。そしてジョン・ヤングがあの特徴的なオルガンのリフを弾いた。
1963年3月、アトランティック・レコードからシングルA面曲として発表。同年6月22日から6月29日にかけてビルボード・Hot 100で2週連続3位を記録した。R&Bチャートでは2週連続で1位を記録した。1963年の年間チャートの34位を記録した。

## カバー・バージョン
- マーサ&ザ・ヴァンデラス - 1963年のアルバム『Heat Wave』に収録。
- ザ・キャピトルズ - 1966年のシングル「クール・ジャーク」のB面。
- スプリームス & フォー・トップス - 1971年のアルバム『Dynamite』に収録。
- イヴォンヌ・エリマン - 1977年のシングル。イージーリスニング・チャートで4週連続で1位を記録した。
- キャリー・ルーカス - 1985年のアルバム『Horsin' Around』に収録。
- クイーン・ラティファ -2004年のアルバム『The Dana Owens Album』に収録。
- ジュリア・ホルター - 2013年のアルバム『Loud City Song』に収録。